# Franz Rudolf Wachsmuth
Franz Rudolf Wachsmuth (auch: Rudolph) (* 21. November 1810 in Züllichau; † 29. Mai 1903 in Crossen an der Oder) war ein deutscher Jurist und Politiker.

## Leben
Wachsmuth wurde als Sohn eines Organisten geboren und studierte nach dem Besuch des Pädagogiums in Züllichau Rechtswissenschaften in Halle. 1830 wurde er Mitglied der Alten Halleschen Burschenschaft Germania, deren Abgeordneter er 1833 in Jena war. Seinen Militärdienst leistete er 1831/32 als Einjährig-Freiwilliger im 37. Infanterieregiment in Halle ab, 1834 wurde er zum Leutnant der Landwehr ernannt. 1833 legte er sein erstes juristisches Examen am Oberlandesgericht Frankfurt (Oder) ab und arbeitete in Folge als Auskultator beim dortigen Land- und Stadtgericht. Nach dem Frankfurter Wachensturm 1833 wurde er im Zuge der Demagogenverfolgung 1834 in Frankfurt (Oder) verhaftet und in die Berliner Hausvogtei gebracht, wo er wegen seiner burschenschaftlichen Betätigungen verhört und schließlich in die Festung Silberberg verlegt wurde, wo er gemeinsam mit Fritz Reuter, Wilhelm Wolff und Ferdinand Wuthenow einsaß. 1836 wurde er vom Berliner Kammergericht zum Tode verurteilt, was einige Monate später in einer Begnadigung zu 30 Jahren Festungshaft umgewandelt und 1838 auf 10 Jahre reduziert wurde. 1840 kam er nach einer Amnestie Friedrich Wilhelm IV. frei. Wachsmuth nahm seine alte Stelle wieder auf und legte 1841 seine zweite juristische Prüfung ab. Nach der Referendarzeit beim Oberlandesgericht Frankfurt (Oder) und seinem dritten Examen 1844 wurde er zum Assessor und Richter ernannt.
Er wurde kommissarischer Land- und Stadtrichter in Hoyerswerda, in Königsberg in der Neumark und in Berlinchen, bevor er 1845 zum Land- und Stadtrichter in Reetz ernannt wurde. Während der 1848er Revolution wurde er im Kreis Arnswalde zum Abgeordneten in die Preußische Verfassungsgebende Versammlung gewählt, wo er dem Linken Zentrum angehörte. Er war Mitglied der am 15. Juni 1848 gewählten Verfassungskommission. Nach dem Scheitern der Revolution wurde eine gegen ihn durchgeführte Untersuchung mangels Beweisen eingestellt. 1850 folgte seine Versetzung nach Crossen, wo er als Kreisrichter arbeitete und 1857 zum Kreisgerichtsrat ernannt wurde. Im Wahlkreis 6 (Frankfurt Oder) wurde er für die Deutsche Fortschrittspartei (DFP) in die Zweite Kammer des Preußischen Landtags gewählt, dem er von 1862 bis 1866 angehörte. 1892 wurde er mit dem Titel Geheimer Justizrat pensioniert.

## Ehrungen
- 1875: Preußischer Roter Adlerorden 4. Klasse
- 1883: Preußischer Roter Adlerorden 3. Klasse mit Schleife